# Nise da Silveira
Nise da Silveira (Maceió; 15 de febrero de 1905-Río de Janeiro; 30 de octubre de 1999) fue una renombrada médica psiquiatra brasileña, discípula de Jung.
Dedicó su vida a la psiquiatría, y se manifestó radicalmente contraria a las formas agresivas de tratamiento de su época, tales como el confinamiento en hospicios, electrochoque, insulinoterapia y lobotomía.

## Biografía
Nise da Silveira nació en Maceió, en el estado nororiental de Alagoas, Brasil. Su formación básica se realizó en colegios de monjas, que en esa época eran exclusivos para señoritas, como por ejemplo el Colegio del Santísimo Sacramento, localizado en Maceió, en Alagoas. Su padre era periodista y director del Jornal de Alagoas.
De 1921 a 1926 estudia en la Facultad de Medicina de Bahía, donde se formó como la única mujer entre 157 hombres de esa promoción. Estuvo entre las primeras mujeres en Brasil en formarse en Medicina.Se graduó con la tesis «Ensayo sobre el crimen de las mujeres en Brasil» y regresó a su tierra natal pero por poco tiempo ya que en 1927, tras el fallecimiento de su padre, se mudaron a Río de Janeiro, donde participaron del ambiente artístico y literario de la ciudad. Cinco años más tarde, a los 27 años, asentada en una nueva ciudad, empezó a trabajar de psiquiatra. En 1933, fue contratada para trabajar en el Serviço de Assistência a Psicopatas e Profilaxia Mental del Hospital de Praia Vermelha y, al mismo tiempo, estudió en la clínica neurológica de Antônio Austregésilo.
En esa época, se casa con el sanitarista Mário Magalhães da Silveira, su colega de promoción en la Facultad, con quien vivió hasta su fallecimiento en 1986. Él, en sus trabajos, apuntaba a las relaciones entre pobreza, desigualdad, promoción de la salud y prevención de las enfermedades en el Brasil.

## Prisión
Durante la insurrección comunista, fue denunciada por una enfermera por la posesión de libros marxistas. Esa denuncia la llevó a prisión en 1936, en el Presidio de Frei Caneca por 18 meses. En ese presidio también se encontraba detenido Graciliano Ramos, y de sus frecuentes contactos, se convirtió en una de los personajes de su libro Memórias do Cárcere.
De 1936 a 1944 permanece con su marido en la semiclandestinidad, alejada del servicio público por razones políticas. Durante ese desplazamiento realizó profundas lecturas reflexivas de las obras de Spinoza, material que publicaría en su libro Cartas a Spinoza en 1995.

## Centro Psiquiátrico del barrio Engenho de Dentro

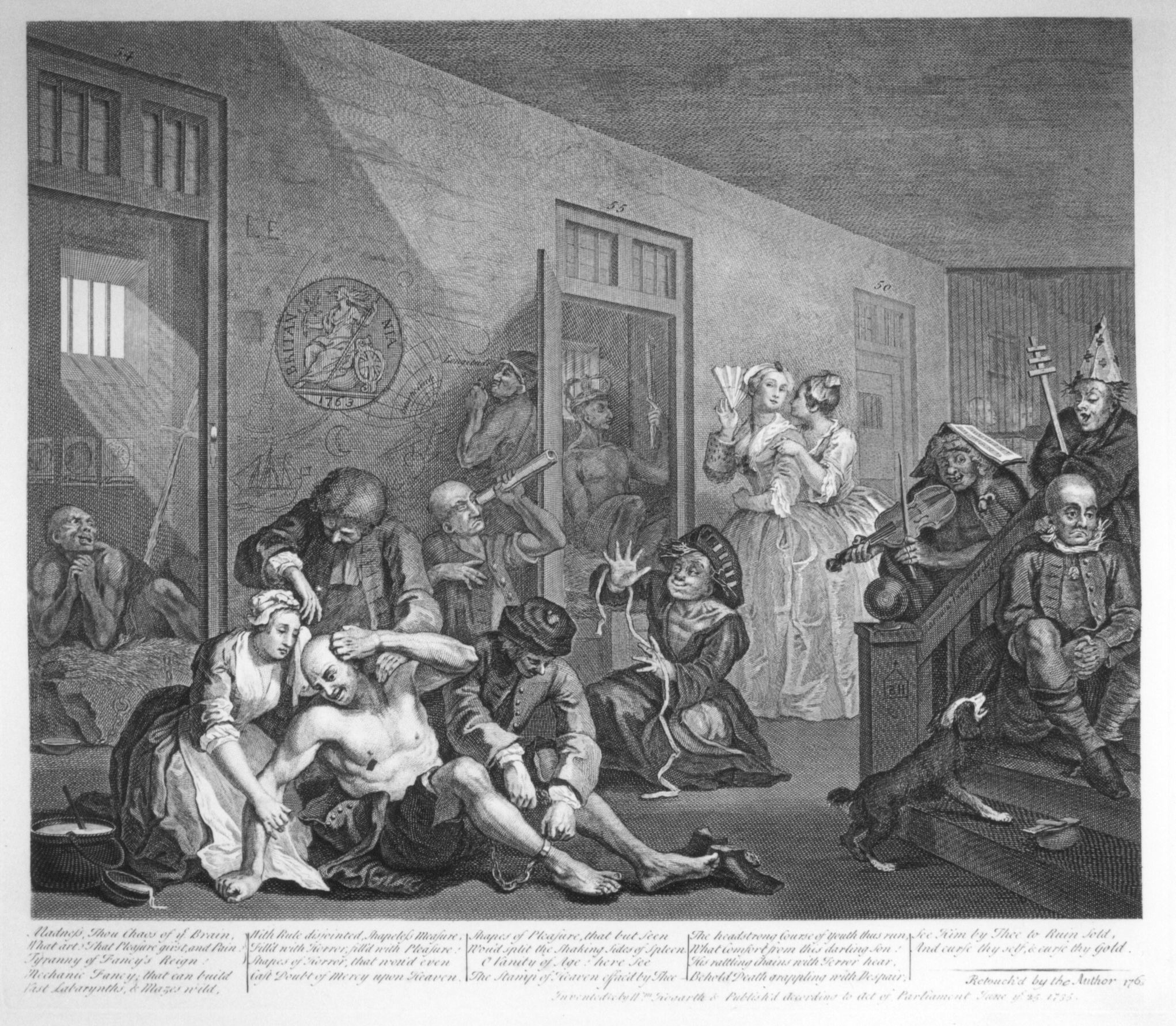
Grabado de William Hogarth representando un manicomio. El trabajo de Nise da Silveira fue pionero en la lucha antimanicomial en el Brasil.

En 1944, fue reintegrada al servicio público y se inicia trabajando en el "Centro Psiquiátrico Nacional Pedro II", en el barrio Engenho de Dentro, de Río de Janeiro, donde retomó su lucha contra las técnicas psiquiátricas que consideraba agresivas a los pacientes.
Por su permanente discordancia con los métodos, en boga, que se adoptaban en las enfermerías, reusándose a aplicar electrochoques en sus pacientes, Nise da Silveira fue transferida al Servicio de terapia ocupacional, actividad por entonces menospreciada por los médicos. Así en 1946, fundó en esa institución la "Sección de Terapéutica Ocupacional".
En lugar de las tradicionales tareas de limpieza y mantenimiento que los pacientes debían realizar bajo el título de terapia ocupacional, ella organizó talleres de pintura y de modelado para posibilitar a los enfermos rescatar sus vínculos con la realidad, a través da expresiones simbólicas y de la creatividad, revolucionando la psiquiatría entonces practicada en el país.
Museo de Imágenes del Inconsciente

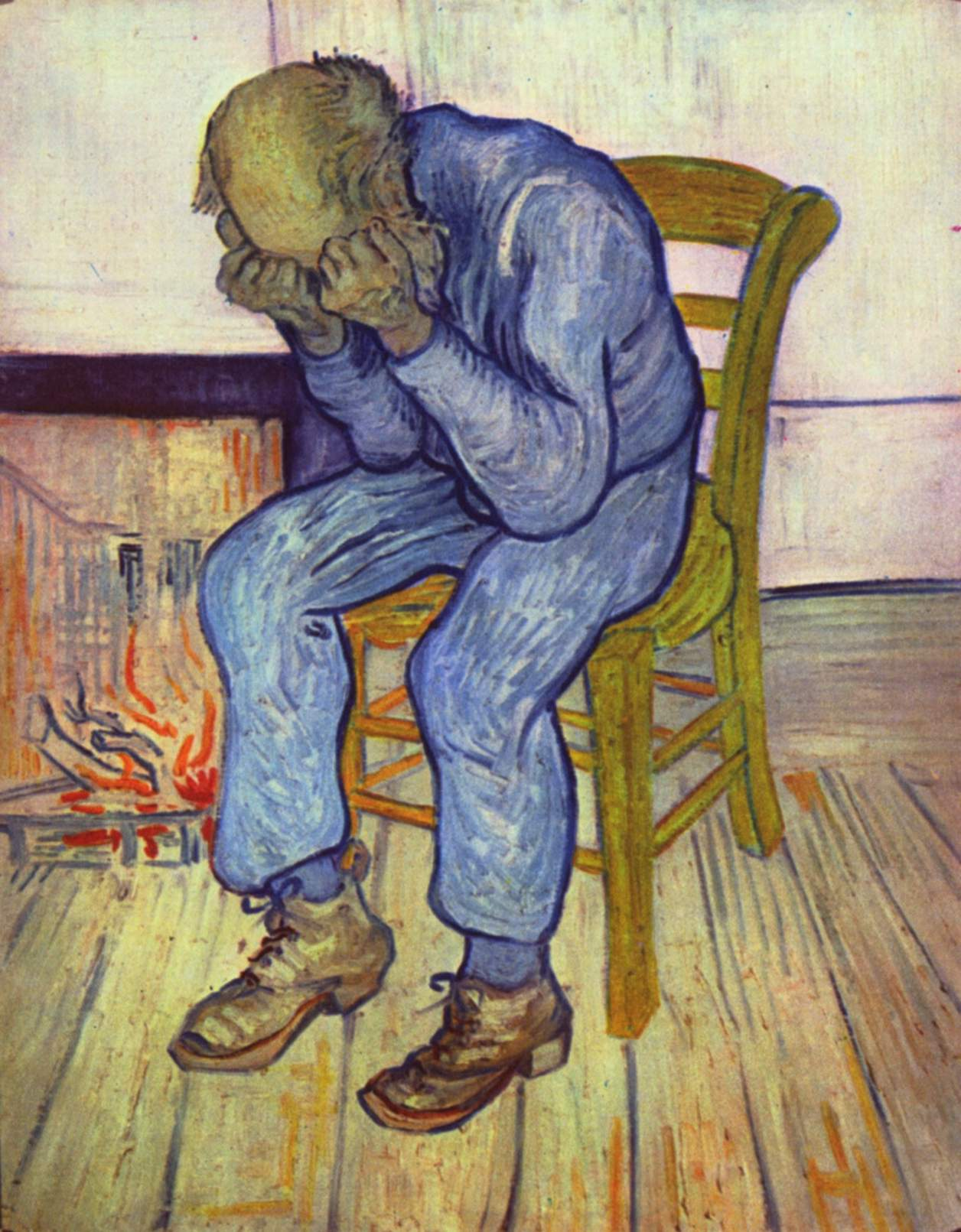
La biografía de Van Gogh fue una referencia importante para los estudiosos interesados en comprender las posibilidades terapéuticas del trabajo creativo frente a las perturbaciones emocionales.

En 1952, fundó el "Museo de Imágenes del Inconsciente", en Río de Janeiro, un centro de estudio e investigaciones destinado a la preservación de los trabajos producidos en los estudios de modelado y pintura que creó en la institución, valorándolos como documentos que abrían nuevas posibilidades para una comprensión más profunda del universo interior del esquizofrénico.
Entre otros artistas-pacientes que crearon obras, y que fueron incorporadas a la colección de esa institución, se pueden destacar: Adelina Gomes, Carlos Pertuis, Emygdio de Barros y Octávio Inácio. Ese valioso acervo alimentó la escritura de su libro Imagens do Inconsciente, filmes, exposiciones, participando de algunas muy significativas, como la "Mostra Brasil 500 Anos".
Entre 1983 y 1985, el cineasta Leon Hirszman realizó el filme Imagens do Inconsciente, una trilogía mostrando obras realizadas por los internos, a partir de un guion creado por la propia Nise da Silveira.
La Casa de las Palmeras
Pocos años después de la fundación del museo, en 1956, Nise desarrolló otro proyecto, también revolucionario para esa época: la "Casa de las Palmeras", una clínica volcada a la rehabilitación de antiguos pacientes de instituciones psiquiátricas. En ese local, sus ocupantes podían diariamente expresar su creatividad, siendo tratados como pacientes externos en una etapa intermedia entre la rutina hospitalaria y su propia reintegración a la vida cotidiana en sociedad.
El auxilio terapéutico de animales a los pacientes

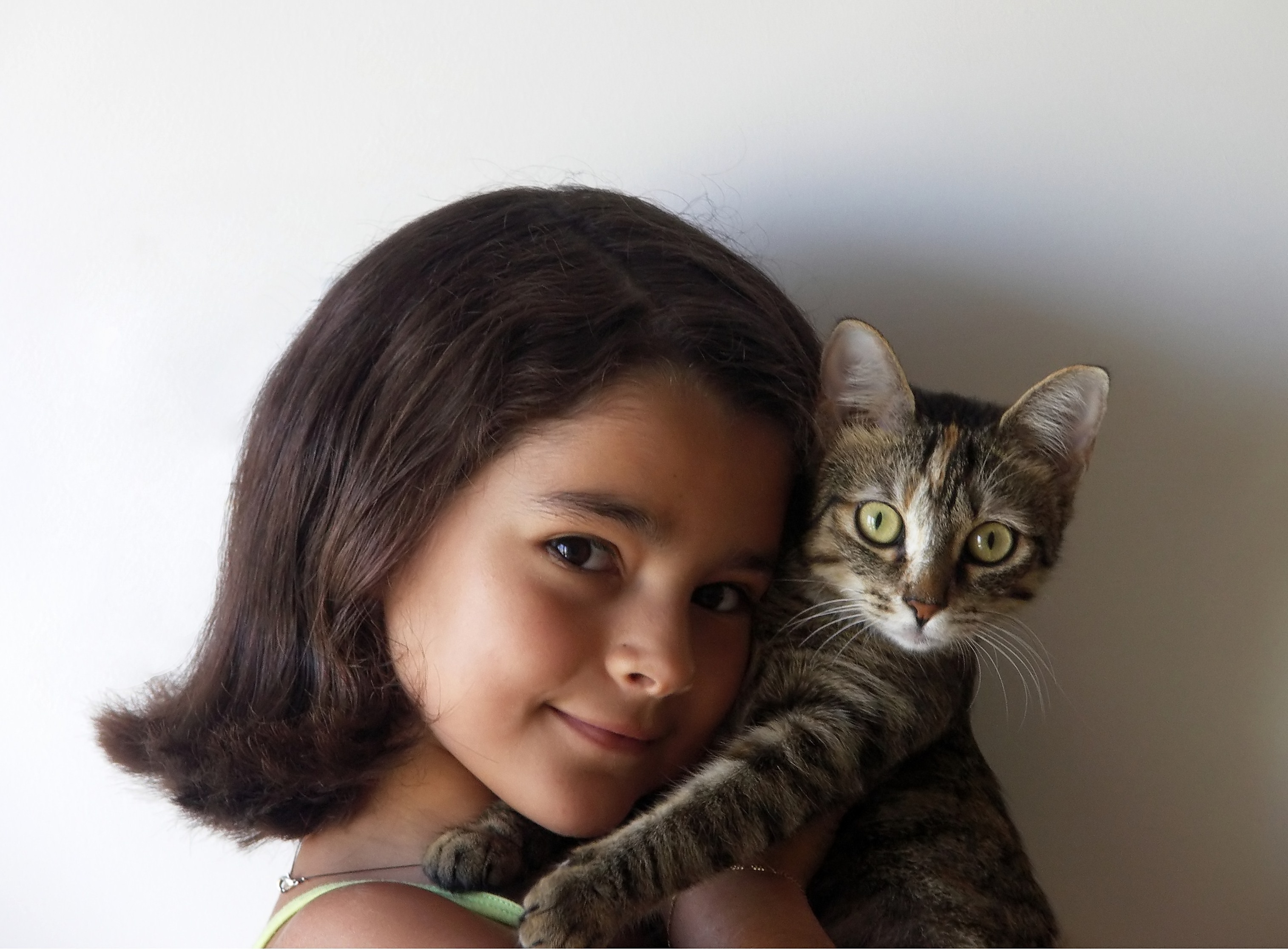
Al percibir las relaciones entre la responsabilidad de cuidar de un animal y el desarrollo de lazos afectivos podían contribuir a la rehabilitación de enfermos mentales, Nise da Silveira los incorporó a su trabajo, como co-terapeutas.

Fue una pionera en los estudios de las relaciones emocionales entre pacientes y animales, a los que acostumbraba llamar coterapeutas.
Percibió, por primera vez, esa posibilidad de tratamiento al observar como un paciente a quien delegara los cuidados de una cachorra abandonada en el hospital, mejoró al tener la responsabilidad de tratar ese animal; y comprendió que se producía como un punto de referencia afectiva estable en su vida. Explicitó parte de esos procesos con una exposición en su libro Gatos, A Emoção de Lidar, publicado en 1998.

## Pionera de la psicología junguiana en el Brasil
A través del conjunto de sus trabajos, Nise da Silveira introdujo y divulgó en Brasil la psicología junguiana.
Interesada en los estudios de Jung sobre los mandalas, tema recurrente en las pinturas de sus pacientes, escribió en 1954 a Carl Gustav Jung, iniciando un provechoso intercambio epistolar.
Jung la estimuló a presentar una muestra de las obras de sus pacientes, que se llamó "A Arte e a Esquizofrenia", ocupando cinco salas en el "II Congreso Internacional de Psiquiatría", realizado en 1957, en Zúrich. Al visitar con ella la exposición, el insigne maestro la orientó a estudiar mitología como una llave para la comprensión de los trabajos creados por los internos psiquiátricos.
Nise da Silveira estudió, con una beca del Consejo Nacional de Pesquisas de Brasil, en el Instituto Carl Gustav Jung, en dos períodos: de 1957 a 1958; y de 1961 a 1962. Allí, recibió supervisión de una de las asistentes de Jung, Marie-Louise von Franz.
De regreso a Brasil, tras su primer período de estudios junguianos, formó en su consultorio el Grupo de Estudios Carl Jung, que presidió hasta 1968.
Escribió, entre otros, el texto "Jung: vida e obra", publicado en primera edición en 1968. El 14 de julio de 1970, fue desalojada compulsivamente de su puesto en la División Nacional de Salud Mental, del Ministerio de Salud, por haber cumplido setenta años.

## Honores

### Reconocimiento internacional
Fue miembro fundadora de la Sociedad Internacional de Psicopatología de la Expresión ("Société Internationale de Psychopathologie de l'Expression"), con sede en París.
Sus estudios en terapia ocupacional y el entendimiento de los procesos psiquiátricos a través de las imágenes del inconsciente dieron origen a diversas exhibiciones, filmes, documentales, audiovisuales, cursos, simposios, publicaciones y conferencias.
En reconocimiento a su trabajo, Nise fue recompensada con diversas condecoraciones, títulos y premios en diferentes áreas del conocimiento, entre otras:
- "Ordem do Rio Branco" en Grado de Oficial, por el Ministerio de Relaciones Exteriores, 1987
- "Prêmio Personalidade do Ano de 1992", de la Asociación Brasileña de Críticos de Arte
- "Medalha Chico Mendes", del grupo Tortura Nunca Mais, 1993
- "Ordem Nacional do Mérito Educativo", por el Ministerio da Educación y de Deportes, 1993

Su obra e ideas inspiraron la creación de museos, centros culturales e instituciones terapéuticas similares a las creadas en diversos estados del Brasil, y en el exterior, como por ejemplo:
- "Museo Bispo do Rosário", de la Colonia Juliano Moreira, Río de Janeiro
- "Centro de Estudios Nise da Silveira", Juiz de Fora, Minas Gerais
- "Espacio Nise da Silveira" del Núcleo de Atención Psicosocial, Recife
- "Núcleo de Actividades Expresivas Nise da Silveira", del Hospital Psiquiátrico São Pedro, Porto Alegre, Rio Grande do Sul
- a "Associação de Convivência, Estudo e Pesquisa Nise da Silveira", Salvador, Bahía
- "Centro de Estudos Imagens do Inconsciente", de la Universidad de Oporto, Portugal
- "Association Nise da Silveira - Images de L'Inconscient", París, Francia
- "Museo Attivo delle Forme Inconsapevoli", Génova, Italia

El antiguo "Centro Psiquiátrico Nacional" de Río de Janeiro recibió en su homenaje el nombre de "Instituto Municipal Nise da Silveira".
En 2015 se estrenó la película Nise: El corazón de la locura, dirigida por Roberto Berliner y protagonizada por Glória Pires, que se centra en el trabajo desarrollado por Nise en el Centro Psiquiátrico del Barrio Engenho de Dentro.

## Obras publicadas
- Jung: vida e obra, Río de Janeiro: José Álvaro Ed., 1968
- Imagens do inconsciente. Río de Janeiro: Alhambra, 1981
- Casa das Palmeiras. A emoção de lidar. Uma experiência em psiquiatria. Río de Janeiro: Alhambra, 1986
- O mundo das imagens. São Paulo: Ática, 1992
- Nise da Silveira. Brasil, COGEAE/PUC-SP, 1992
- Cartas a Spinoza. Río de Janeiro: Francisco Alves, 1995
- Gatos, A Emoção de Lidar. Río de Janeiro: Léo Christiano Editorial, 1998